# Las Gualas
Las Gualas es una localidad rural chilena ubicada en la comuna de Cochamó, en la Región de Los Lagos. Se encuentra en el valle del río Puelo, próxima al poblado Río Puelo.
El nombre de esta localidad deriva de Guala o Huala que es un ave acuática nativa que habita este sector.
Las Gualas es un lugar rodeado de bosques y conocido por los amantes de la pesca deportiva y cuenta con algunos servicios turísticos en las inmediaciones.